# 和歌山県特別支援学校一覧
和歌山県特別支援学校一覧（わかやまけんとくべつしえんがっこういちらん）は、和歌山県の特別支援学校の一覧。

## 国立特別支援学校
- 和歌山大学教育学部附属特別支援学校

## 特別支援学校（知的障害、肢体不自由、病弱教育）

### 和歌山市
- 和歌山県立紀北支援学校
- 和歌山県立紀伊コスモス支援学校
- 和歌山県立和歌山さくら支援学校

### 橋本市
- 和歌山県立きのかわ支援学校

### 新宮市
- 和歌山県立みくまの支援学校

### 広川町
- 和歌山県立たちばな支援学校

### 美浜町
- 和歌山県立みはま支援学校

### 上富田町
- 和歌山県立南紀はまゆう支援学校

## 特別支援学校（視覚障害）

### 和歌山市
- 和歌山県立和歌山盲学校

## 特別支援学校（聴覚障害）

### 和歌山市
- 和歌山県立和歌山ろう学校

## リンク
- 和歌山県教育委員会